# Örebro SK Innebandy
Örebro SK Innebandy, innebandyklubb i Örebro i Sverige som satsar på att försöka nå Elitserien på dam- och Svenska Superligan på herrsidan. Örebro SK har en stark ungdomsverksamhet i ungdomsklubben Örebro SK Ungdom. Örebro SK Ungdom är en stor och känd klubb som har tagit många stora medaljer.
Det är även Örebro SK Innebandy som arrangerar Örebrocupen i innebandy, som är en av Sveriges största cuper i innebandy.  